# Mossolens
Mossolens (en francès Moussoulens) és un municipi del departament de l'Aude a la regió francesa d'Occitània.